# Амбијентална представа
Амбијентална представа  је инсценација и представа која је осмишљена да се изведе ван позоришта, у неком новом природном простору (амбијенту), најчешће у објектима са историјском конотацијом или пак, са посебном атмосфером, врло често, необичном, као што су: тврђава, хангар, напуштена фабричка хала, градска четврт, кућа, стан и др, а који одговарају садржју и теми дела. Шире гледано, амбијентална представа је саставни део обликовања уметничког дела у одређеном простору, и оваквим поступком се доприноси промени односа публике према тексту, простору и идеји представе.
Амбијенталне представе су се у Европи правиле током 20. века, а најпознатије су биле
- Освајање зимског дворца Николаја Николајевича Јевреинова у Петрограду, 1919.
- Представе мистерија Ж. Копоа у Фиренци 1933-1935. и Бонеу 1943. итд.[1]
- У Сједињеним америчким државама амбијентална уметност се почела појављивати 1960-их и 1970-их година и она је заснована на искуствима уметника минимализма и концептуалиста који су уметничко дело, посматрали у релацији са његовим положајем у простору. (C. Oldenburg, E. Kienholz, G. Segal)[2]
- Временом су дела амбијенталне уметности попримила карактер свеобухватних дела (нем. Gesamtkunstwerk) унутар којих су повезани различити феномени као што су: простор, светло, звук, предмети, покрети посматрача и то је било манифестовано у свим гранама уметности (вајарству, сликарству, архитектури, музици, позоришту, перформансу, на филму).[2]
- Данас се у уметности уопште, а и уже у позоришту, креирање виртуалних амбијената постиже увелико и применом информатичких технологија.[2]

Но ипак, поједини позоришни фестивали се и даље организују у погодним историјским амбијентима и окупљају велики број гледалаца: Авињон, Будва, Дубровник, Сплит, Смедерево и др.